# Parawixia velutina
Parawixia velutina là một loài nhện trong họ Araneidae.
Loài này thuộc chi Parawixia. Parawixia velutina được Władysław Taczanowski miêu tả năm 1878.